# Misfit 2
Misfit 2 is een Nederlandse film uit 2019, geregisseerd door Erwin van den Eshof en het vervolg op Misfit uit 2017.

## Verhaal
Een nieuw schooljaar begint voor Julia (Djamila) en haar vriend Nick (Niek Roozen), die als duo aan een landelijke muziekwedstrijd willen deelnemen. Maar dan gaat Nick naar "Olympus", een eliteschool waar hij samen met de talentvolle Babette (Tinne Oltmans) beslist om aan de muziekwedstrijd mee te doen. Julia wil ook met haar school meedoen maar om de wedstrijd te winnen, wordt Julia, met de Misfit-squad verplicht door de directrice om samen te werken met haar rivale Sterre en de VIP-squad.

## Rolverdeling

### Hoofdcast
| Acteur          | Personage           |
| --------------- | ------------------- |
| Djamila         | Julia               |
| Jolijn Henneman | Sterre Hagendoorn   |
| Niek Roozen     | Nick                |
| Bente Fokkens   | Magenta             |
| Tinne Oltmans   | Babette             |
| Tatyana Beloy   | Directrice Schouten |
| Gio Latooy      | Tim                 |
| Donny Roelvink  | Robin               |

### Andere acteurs
- Jill Schirnhofer als Jocelyn
- Fenna Ramos als Esmée
- Hanwe Chang als Daan
- Quentin Correia als showhost
- Stefan de Vries als zichzelf
- Jeremy Frieser als Dex
- Ciske Heilig als jonge Sterre
- Défano Holwijn als Ricardo
- Johnathan Kelly als jurylid
- Sterre Koning als jurylid
- Jan Kooijman als directeur Wouters
- Logan Kooijman als jonge Julia
- Rosaline Lantik als Saar Roozenblad
- Gio Latooy als Tim
- Zoë Livay als zichzelf
- Makkie als zichzelf
- Lisa Michels als jurylid
- Emily Peeters als jonge Babette
- Shaquille Polak als Sushi bezorger
- Donny Roelvink als Robin
- Sabine Soetanto als danser
- Sem van Dijk als Max
- Eddy Zoey als Jack Diamond